# Caponia karrooica
Espèce
Caponia karrooica est une espèce d'araignées aranéomorphes de la famille des Caponiidae.

## Distribution
Cette espèce est endémique d"Afrique du Sud. Elle se rencontre au Cap-Occidental et au Cap-Oriental.

## Description
Caponia karrooica compte huit yeux.
Les mâles mesurent de 6,25 à 7,25 mm et les femelles jusqu'à 9 mm

## Étymologie
Son nom d'espèce lui a été donné en référence au lieu de sa découverte, le désert du Karoo.

## Publication originale
- Purcell, 1904 : Descriptions of new genera and species of South African spiders. Transactions of the South African Philosophical Society, vol. 15, p. 115-173 (texte intégral).